# Cattedrale di León (Nicaragua)
La cattedrale di León, nota anche come la Cattedrale di Santa María de Gracia, è una cattedrale della Chiesa cattolica di costruzione barocca coloniale situata nella città di León, in Nicaragua. A León Viejo aveva i nomi di "Nuestra Señora de la Piedad" e "Nuestra Señora de la Gracia". Alla Cattedrale è stato riconosciuto lo status di Patrimonio mondiale dell'umanità dall'UNESCO nel 2011. La chiesa è il secondo sito culturale del Nicaragua ad ottenere il riconoscimento, dopo le rovine di León Viejo.

## Architettura
La sua costruzione durò tra il 1747 e il 1860; fu consacrata dal vescovo Bernardo Piñol y Aycinena nel 1860 ed elevata a basilica minore da papa Pio IX il 20 novembre dello stesso anno.  Da allora la città di León ha la seconda cattedrale più grande dell'America centrale dietro la più grande che è la cattedrale dell'arcidiocesi di Santiago del Guatemala e una delle più belle d'America.
Il progetto architettonico è stato realizzato dall'architetto guatemalteco Diego José de Porres y Esquivel, figlio dell'architetto capo di Santiago del Guatemala, Diego de Porres y Nieto José de Porres, i maestri costruttori dell'architettura della Capitaneria Generale del Guatemala.
La cattedrale si distingue per avere una pianta rettangolare, di tipo generalizzato in quei secoli e simile a quelle delle cattedrali di Lima e Cuzco, in Perù. Le sue due torri alte 40 metri e la facciata sono in stile neoclassico.
Ha cinque navate, nove volte a botte, due torri sulla facciata e una chiesa parrocchiale. Il tabernacolo si trova quasi parallelamente all'altare maggiore, la cui sporgenza rompe la simmetria rettangolare.
Il suo interno è spazioso e con molta luce naturale, ha colonne cruciformi molto spesse e in alcuni casi si elevano per 30 metri, la sua navata centrale è picchettata sopra le navate laterali ed è sormontata nel transetto da una grande cupola altamente decorata alta 35 metri.
Sulla terrazza si conserva il più grande spettacolo barocco che si combina con lo stile neoclassico.
Le finestre sono a volta e i due campanili hanno una cupola cinese.
Grazie alla robustezza delle sue mura, ha resistito a terremoti, eruzioni vulcaniche del vulcano Cerro e guerre.
Nel 1824, diversi cannoni furono collocati sul suo tetto durante l'assedio della città da parte delle forze conservatrici e nell'insurrezione di giugno e luglio 1979, contro il dittatore Anastasio Somoza Debayle, i guerriglieri del Fronte Sandinista di Liberazione (FSLN) lo utilizzarono anche per scopi militari.

## Storia
La chiesa ha un valore storico per essere, dal 1531, la sede episcopale della prima diocesi della Chiesa cattolica in Nicaragua, rendendola una delle diocesi più antiche d'America. È la sede della diocesi di León.
Sotto i suoi portici, nelle sue cripte progettate per resistere ai terremoti, giacciono le spoglie mortali di 27 persone, tra cui 10 vescovi, 5 sacerdoti, un eroe dell'indipendenza, tre poeti, un musicista, sei notabili e uno schiavo.
Alcuni personaggi illustri della nazione nicaraguense, sepolti in essa sono: l'eroe Miguel Larreynaga; i poeti Rubén Darío, Salomón de la Selva e Alfonso Cortés; il musicista José de la Cruz Mena; il dotto Dr. Luis H. Debayle; il professor Edgardo Buitrago; il primo vescovo di León e l'ultimo del Nicaragua, monsignor Simeón Pereira y Castellón, il sacerdote Marcelino Areas e il vescovo Cesár Bosco Vivas Robelo.
La tomba di Darío, padre del modernismo e considerato il principe delle lettere castigliane, si trova ai piedi della statua di San Paolo.
All'inizio del XX secolo, Monsignor Simeón Pereira y Castellón (lo stesso che presiedette i funerali di Darío il 13 febbraio 1916) commissionò allo scultore granadino Jorge Navas Cordonero la statua della Vergine Maria in cima alla facciata, gli atlantidei che si trovano tra la facciata e i campanili. Navas scolpì anche le statue dei Dodici Apostoli, accanto alle colonne della navata centrale, così come il leone della tomba del poeta, molto simile al Leone di Lucerna, Svizzera (realizzato dallo scultore danese Bertel Thorvaldsen, 1770-1844), il Cristo della tomba di Monsignor Pereira e varie decorazioni all'interno del tempio e della sua Cappella del Tabernacolo.
Durante una visita pastorale nell'est del paese, monsignor Pereira y Castellón contemplò il murale della "VI Stazione" o "Paso de la Verónica" nella parrocchia di Nuestra Señora de La Asunción de Masaya, opera del pittore e scultore del legno José Antonio Sarria Mejía (1880-1950) che invitò a lavorare nella Cattedrale. Sarria, tra il 1904 e il 1908, dipinse i murales delle 14 stazioni della monumentale Via Sacra, perpetuando così il suo nome. Va notato che ebbe la collaborazione di un piccolo gruppo di pittori di León, come Saturnino Zapata, José López e José Vargas che firmarono almeno tre delle stazioni.